# Aniceto Arce Ruiz

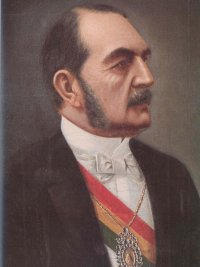
Aniceto Arce

Aniceto Arce Ruiz de Mendoza (* 15. April 1824 in Tarija; † 14. August 1906 in Sucre) war Präsident von Bolivien von 1888 bis 1892. Die bolivianische Provinz Aniceto Arce trägt ihren Namen zu seinen Ehren.
Arce stammt aus der Stadt Tarija, absolvierte jedoch sein juristisches Studium in der Stadt Sucre, wo er auch die meiste Zeit seines Lebens verbracht hat, und wo er sich zu einem der führenden Silbermagnaten seines Landes entwickelte. Er unterstützte die Regierung von José María Linares (1857–1861) und seinen uneingeschränkten Wirtschaftsliberalismus und war später während der 1870er Jahre Mitglied des Kongresses, bis Präsident Hilarión Daza durch den Putsch von 1876 an die Macht kam.

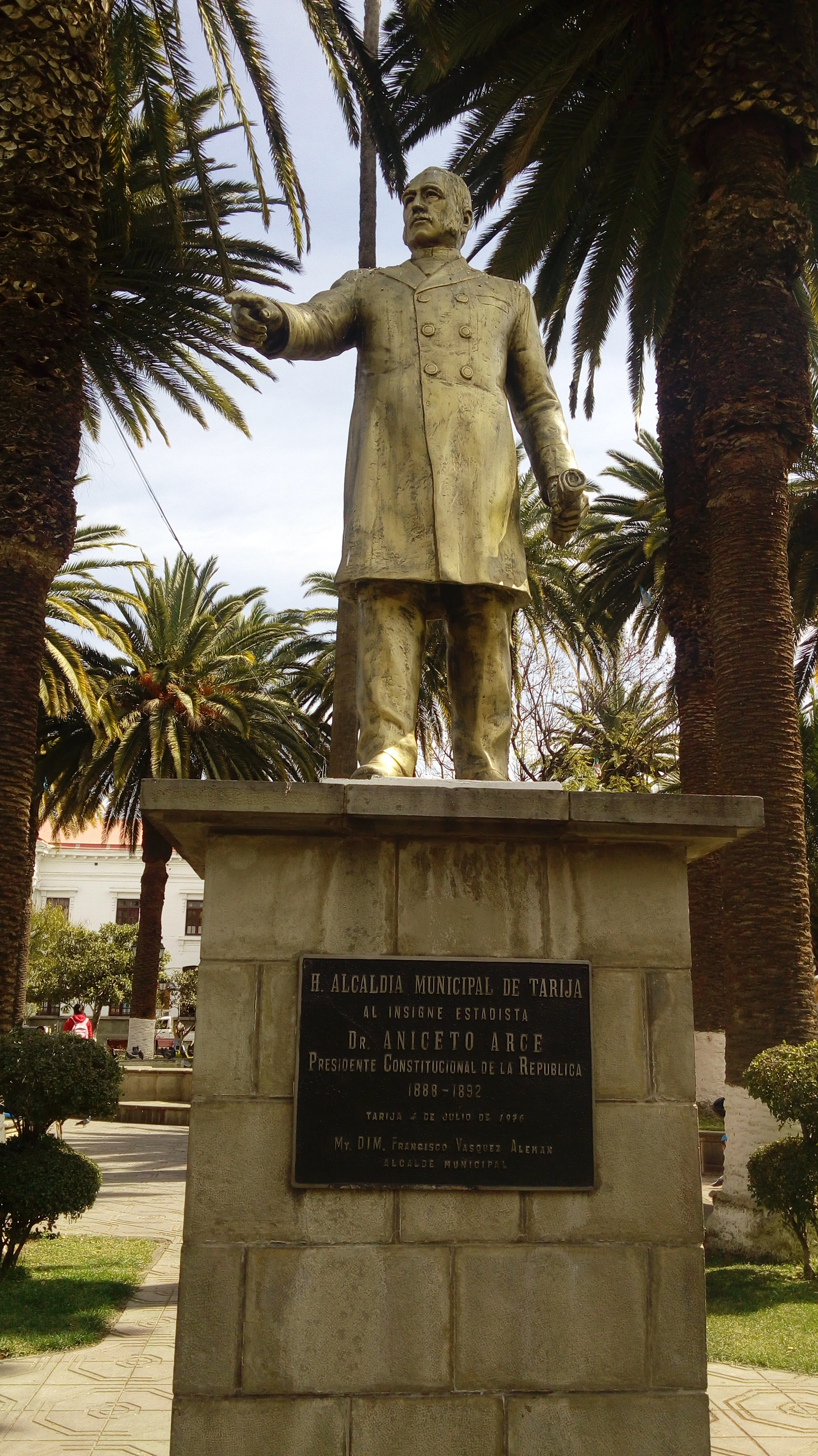
Statue im Zentrum Tarijas

## Wirtschaftskonservative Einstellung
Anders als andere fähige Köpfe seiner Zeit schloss sich Arce nicht dem Kampf an, als im Jahr 1879 der Salpeterkrieg mit Chile ausbrach. Stattdessen war er einer der kompromissbereiten Stimmen im politischen Spektrum, vielleicht aufgrund seiner ausgedehnten Geschäftsbeziehungen mit Chile, wo er einen erheblichen Teil seines Silbers verkaufte, seine Gewinne investierte, und Finanzquellen für seine Unternehmungen erschloss. Aus seiner Sicht war das Litoral aus verschiedenen durchaus beklagenswerten Gründen weitestgehend nicht zu verteidigen, daher solle das Land Schadensbegrenzung betreiben und eine Allianz mit Chile statt mit Peru eingehen. Trotz dieser Minderheitsmeinung beeindruckte Arce die meisten Bolivianer jedoch vor allem mit seinem Ruf nach einer konservativen demokratischen Ordnung, mit Vorrang auf Gesetzestreue, regelmäßigen Wahlen, und einer Regierung aus einer visionären wirtschaftsnahen Elite so wie er selbst. Zu diesem Zweck gründete er die Konservative Partei (Partido Conservador), war als einer ihrer wichtigsten Vertreter beim Kongress 1880 am Sturz von Hilarión Daza beteiligt, und zeichnete mitverantwortlich für die neue Verfassung des Landes. Darüber hinaus willigte er ein, Vizepräsident unter Narciso Campero Leyes für die kritische politische Periode der Neugründung des Landes zu werden.

## Politischer Aufstieg
Sehr früh jedoch kollidierte die Chile-freundliche Haltung von Vizepräsidenten Arze mit der des patriotischen Präsidenten, der eine Wiederbewaffnung und eine fortwährende diplomatische Offensive gegen Chile befürwortete, die möglicherweise zu einem Schlichtungsverfahren in dem Konflikt oder mindestens zu einer Verstärkung Perus durch bolivianische Truppen führen würde. Hingegen befürwortete Arce eine realistische Anerkennung der Tatsache, dass Bolivien seinen Zugang zum Pazifik verloren hatte, und dass mit dem überlegenen Chile im besten Fall ein Modus Vivendi zu erreichen sei, selbst auf Kosten der unantastbaren Allianz mit Lima. Präsident Campero wertete diese Vorschläge als Verrat und schickte Arce schon 1881 ins Exil.
Letztendlich wurde Arce jedoch von dem Verdacht freigesprochen und durfte in das Land zurückkehren, wo er sich umgehend als Kandidat der Partido Conservador für die Präsidentschaftswahlen im Mai 1884 eintragen lassen wollte. Weitgehend wurde mit Arces Sieg gerechnet, doch er verlor sehr knapp gegen den Außenseiter-Kandiadaten Gregorio Pacheco Leyes, noch wohlhabender als Arce und der bekannteste Philanthrop des Landes. Die zwei privilegierten Silberminen-Besitzer mit ihrer konservativen unternehmerfreundlichen Philosophie verständigten sich auf den Posten des Vizepräsidenten Arce unter einem Staatspräsidenten Pacheco, und im Gegenzug zur Unterstützung von Arces Kandidatur durch Pacheco bei den Wahlen von 1888.

## Amtszeit als Präsident
Wie verabredet wurde die Kandidatur von Aniceto Arce bei den Wahlen von 1888 durch den amtierenden Präsidenten Pacheco unterstützt, so dass dem Caudillo Arce schließlich im Alter von 64 Jahren die Präsidentschaft übertragen wurde. Mehr noch als Pacheco regierte Aniceto Arce repressiv, andererseits betrieb er eine fortschrittliche Politik, indem er die erste innerbolivianische Eisenbahnlinie von der chilenischen Grenze zum Departamento Oruro anlegen ließ und die Elektrifizierung verschiedener bolivianischer Städte vorantrieb. Außerdem proklamierte er eine moderne neue Fassung von Banken- und Investment-Gesetzen. Arce war bedenkenlos prokapitalistisch, einer praktisch unbegrenzt freien unternehmerischen Haltung englischer Tradition zugetan, und für die Einschaltung der internationalen Wirtschaft unter der Ägide ausländischer Investitionen. Zwar sah er sich mit viel pro-liberaler Empörung konfrontiert, aber aufgrund seiner durchsetzungsstarken Persönlichkeit gelang es ihm die Macht zu behalten. Er beendete seine Amtszeit nach vier Jahren und gab den Stab weiter an einen anderen Konservativen, seinen Stellvertreter und Vizepräsidenten Mariano Baptista Caserta.

## Politischer Ruhestand
Aniceto Arce zog sich zu diesem Zeitpunkt im Alter von 68 Jahren vordergründig aus der Politik zurück, diente jedoch den nachfolgenden beiden konservativen Präsidenten Mariano Baptista (1892 bis 1896) und Severo Fernandez Alonso Caballero (1896 bis 1899) als inoffizieller aber äußerst wichtiger Ratgeber. Zur Jahrhundertwende kehrte er jedoch gewaltsam wieder ins politische Rampenlicht zurück, als er von der verhassten Partido Liberal politisch verfolgt wurde, nachdem diese im sogenannten „Bürgerkrieg von 1899“ die Macht errungen hatte. Erstaunlicherweise wurde dem inzwischen 80-jährigen Arce jedoch erlaubt, sich im Jahr 1904 als Präsidentschaftskandidat aufstellen zu lassen, möglicherweise weil er unbeliebt und daher leicht zu schlagen war. Seine konservative Partei war zu diesem Zeitpunkt demoralisiert, verleumdet und kopflos, trotzdem nahm der kampfeslustige Arce die schwierige Herausforderung an, gegen Ismael Montes, den beliebten Kandidaten der Liberalen, anzutreten.
Arce wurde vernichtend geschlagen, mit dem höchsten Rückstand in der damaligen Geschichte der bolivianischen Präsidentschaftswahlen. Er zog sich zum Ruhestand auf seine ausgedehnten ländlichen Güter zurück, wo er zwei Jahre später im Alter von 82 Jahren verstarb. Er blieb vor allem durch sein bestimmendes Temperament und seine feste Überzeugung für eine zivile demokratische (wenn auch oligarchische) Ordnung in Erinnerung, mit der er ein funktionierendes modernes Parteiensystem in seinem Lande geschaffen hat.